# Баум, Владимир Александрович
Владимир Александрович Баум (6 августа 1922, дер. Корытишки, Белостокское воеводство, Польша — 15 марта 2018, Гродно, Беларусь) — Герой Социалистического Труда (1966). Участник Великой Отечественной и Советско-японской войн. Почётный гражданин города Ивье и Ивьевского района Беларуси.

## Биография
Родился 6 августа 1922 года в деревне Корытишки гмины Орля Бельского повята Белостокского воеводства Польской республики (ныне в гмине Дубиче-Церкевне Хайнувского повета Подляского воеводства Польши) в крестьянской семье Александра Павловича и Ксении Степановны Баум. Белорус.
Успешно окончив школу, правлением гмины был направлен на учёбу в Белостокскую техническую гимназию, где завершил десятилетние образование. После окончания гимназии пытался поступить в авиационную школу в Быдгоще, но получил отказ под формальным предлогом — не хватило двух сантиметров роста. После присоединения Западной Белоруссии к СССР вместе с родителями переехал в Гродно.
С началом Великой Отечественной войны оказался на оккупированной немецкими войсками территории. Вместе со сверстниками был угнан на принудительные работы в Германию. Работал на ферме в Восточной Пруссии. Со второй попытки успешно бежал и перешёл линию фронта. После проверки и военной подготовки в 231-м запасном стрелковом полку 25 февраля 1945 года направлен для прохождения службы в 277-й гвардейский стрелковый полк 91-й гвардейской стрелковой дивизии. Участвовал в разгроме группировки немецких войск в Восточной Пруссии, штурме Кёнигсберга, затем в Советско-японской войне. Боевой путь гвардии старший сержант Баум завершил в Манчжурии в должности помощника командира взвода.
После демобилизации в 1946 году вернулся в Гродно. Работал токарем, затем механиком на изразцово-плиточном заводе № 19, который в 1950 году вошёл в состав Гродненского комбината строительных материалов. Избирался в члены завкома профсоюзов работников комбината.
В феврале 1954 года в числе коммунистов-тридцатитысячников направлен на должность председателя колхоза «Стахановец» (деревня Жили Ивьевского райна Гродненской области Белорусской ССР), находившийся на грани развала. В колхозе насчитывалось всего 24 коровы и столько же свиней. Урожай зерна составлял всего 5 центнеров с гектара. Семена для нового сева пришлось брать в долг. Но уже осенью 1954 года колхозники под руководством нового председателя добились рекордного для колхоза показателя — 1200 граммов зерна за трудодень. Государству было сдано 35 центнеров мяса и 17 центнеров молока, а доход колхоза составил 133 тысячи рублей. К 1958 году поголовье скота увеличилось в 4 раза, урожайность зерновых возросла до 8 центнеров. Хозяйство сдало государству в 3,4 раза больше мяса и в 14 раз больше молока. С этими показателями колхоз «Стахановец» стал первым в области.
В 1961 году после укрупнения колхозов В. А. Баум был назначен председателем колхоза имени XXII съезда КПСС (село Геранёны Ивьенского района). Под руководством председателя в колхозе активно внедрялись новые технологии в животноводстве и земледелии: в коровниках были установлены автопоилки, построен механизированный свинарник на 4000 годов, организованы механизированные звенья, были внедрены севообороты, химическая прополка, известкование почвы, стали широко применяться высокоурожайные сорта зерновых, картофеля и других культур. В. А. Баум большое внимание уделял комплексной застройке села, строительству социально-культурных объектов. При нём колхоз первым в районе был полностью электрифицирован, пожилым работникам впервые стали выплачиваться пенсии, а работникам колхоза ― оплачиваться больничные листы.
За достигнутые успехи в развитии животноводства, увеличение производства и заготовки мяса, молока, яиц, шерсти и другой продукции Указом Президиума Верховного Совета СССР от 22 марта 1966 года председателю колхоза имени XXII партсъезда Бауму Владимиру Александровичу было присвоено звание Героя Социалистического Труда с вручением ордена Ленина (№ 339450) и медали «Серп и Молот» (№ 12107).
В 1972 году В. А. Баум окончил Гродненский государственный аграрный университет и продолжал руководить колхозом до сентября 1989 года. Колхоз продолжал оставаться в числе передовых. Урожайность зерновых была доведена до 29,2 центнера с гектара, картофеля — 231 центнер с гектара, кормовых корнеплодов — 500 центнеров с гектара. В хозяйстве имелось до 1800 голов крупного рогатого скота и до 3000 свиней. Средний надой от одной коровы составлял 2745 килограммов. Производство молока на 100 гектаров сельскохозяйственных угодий достигало 467 центнеров, мяса — 162 центнера. Рентабельность производства в 1978 году составила 184 процента, что стало лучшим показателем среди колхозов Советского Союза.
При В. А. Бауме в центральной усадьбе активно развивалась не только экономическая, но и социальная сфера. За счёт средств колхоза были построены дворец культуры, школа, детский сад, парк отдыха с аттракционами, организованы студия цветного телевидения и собственный авиаотряд.
В. А. Баум избирался депутатом Верховного Совета Белорусской ССР (1963—1967), членом Ревизионной комиссии Центрального комитета Коммунистической партии Белоруссии (1961—1963), был депутатом областного, районного и сельского Советов, делегатом съездов КПБ.
После выхода на пенсию жил в Гродно. В начале 1990-х годов посетил Париж, где заинтересовался парфюмерным делом. В 1995 году при содействии французских партнёров основал в Гродно парфюмерно-косметическую фирму «Азалия».
Умер 15 марта 2018 года.

## Награды и звания
- Герой Социалистического Труда (22.03.1966):
  - орден Ленина,
  - медаль «Серп и Молот».
- Орден Октябрьской Революции.
- Орден Трудового Красного Знамени.
- Орден Красной Звезды (29.09.1945).
- Орден «Знак Почёта».
- Медали, в том числе:
  - юбилейная медаль «За доблестный труд (За воинскую доблесть). В ознаменование 100-летия со дня рождения Владимира Ильича Ленина» (1970),
  - медаль «За победу над Германией в Великой Отечественной войне 1941—1945 гг.» (09.05.1945),
  - медаль «За победу над Японией» (03.09.1945),
  - медаль «За взятие Кёнигсберга» (09.06.1945),
  - медаль «Ветеран труда».
- Почётная грамота Президиума Верховного Совета Белорусской ССР (12.01.1960).
- Почётная грамота Национального собрания Республики Беларусь (30.07.2002).
- Почётный гражданин Ивьевского района[3].
- Почётный гражданин города Ивье (2020, посмертно)[4].
- Золотая медаль ВДНХ СССР (04.05.1987).
- Серебряная медаль ВДНХ СССР (17.05.1984).

## Семья
С будущей женой Ирэной Адольфовной познакомился на  изразцово-плиточном заводе № 19 в 1946 году. В 1947 году они поженились. В браке родилось трое детей: сыновья Владимир и Валерий и дочь Галина.

## Память
В 1995 году бывший колхоз имени имени XXII съезда КПСС, которым руководил Герой, был преобразован в КСУП «Баума». 5 августа 2022 года на фасаде административного здания хозяйства в честь В. А. Баума была установлена мемориальная доска.

## ССылки
- Владимир Александрович Баум. Сайт «Герои страны».